# NGC 2599
NGC 2599 is een spiraalvormig sterrenstelsel in het sterrenbeeld Kreeft. Het hemelobject werd op 16 november 1784 ontdekt door de Duits-Britse astronoom William Herschel.

## Synoniemen
- UGC 4458
- IRAS08292+2243
- MCG 4-20-67
- ZWG 119.122
- MK 389
- KUG 0829+227A
- PGC 23941